# Placanica
Placanica est une commune italienne de la province de Reggio de Calabre, dans la région Calabre.

## Culture

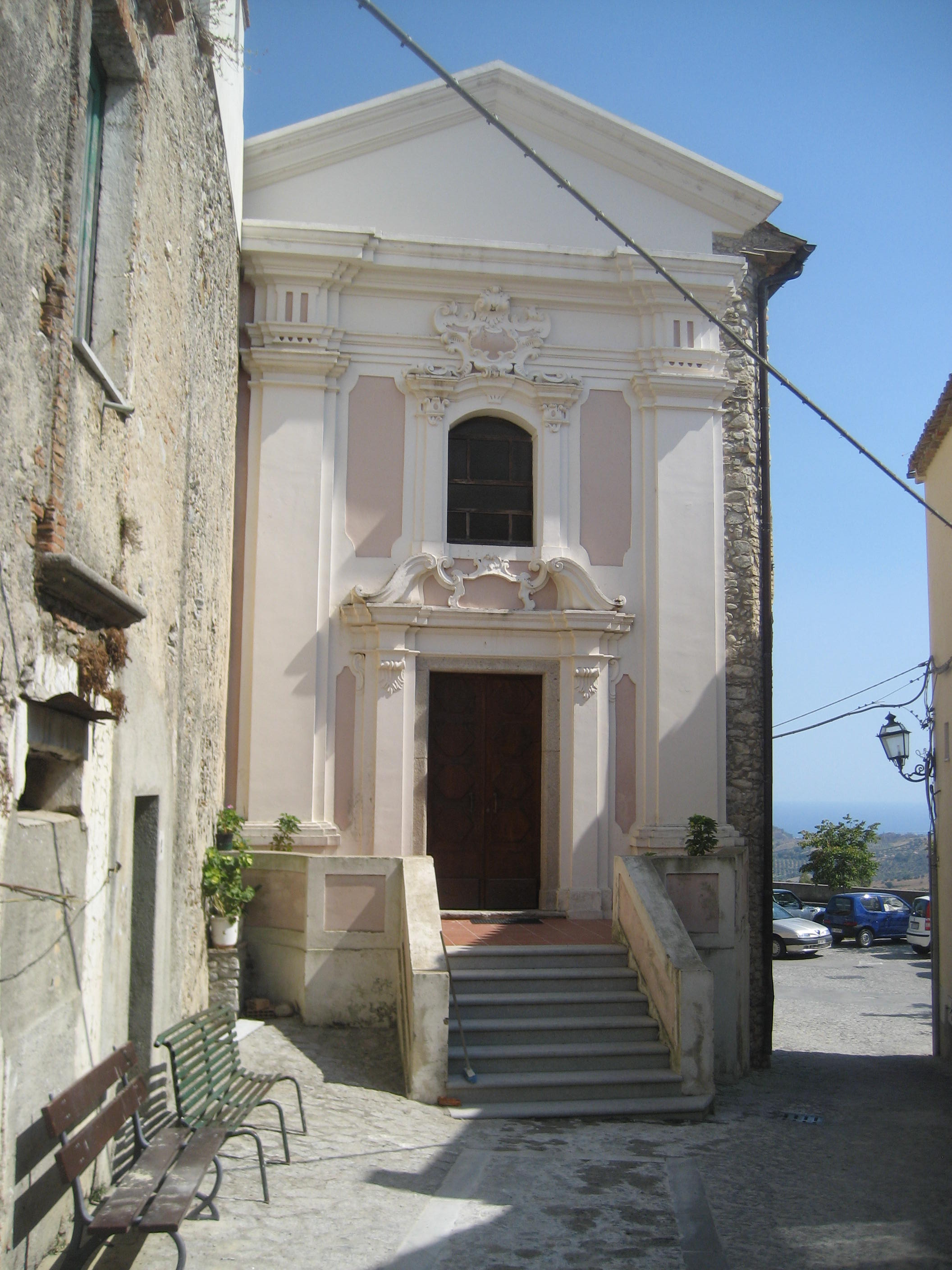
Église.
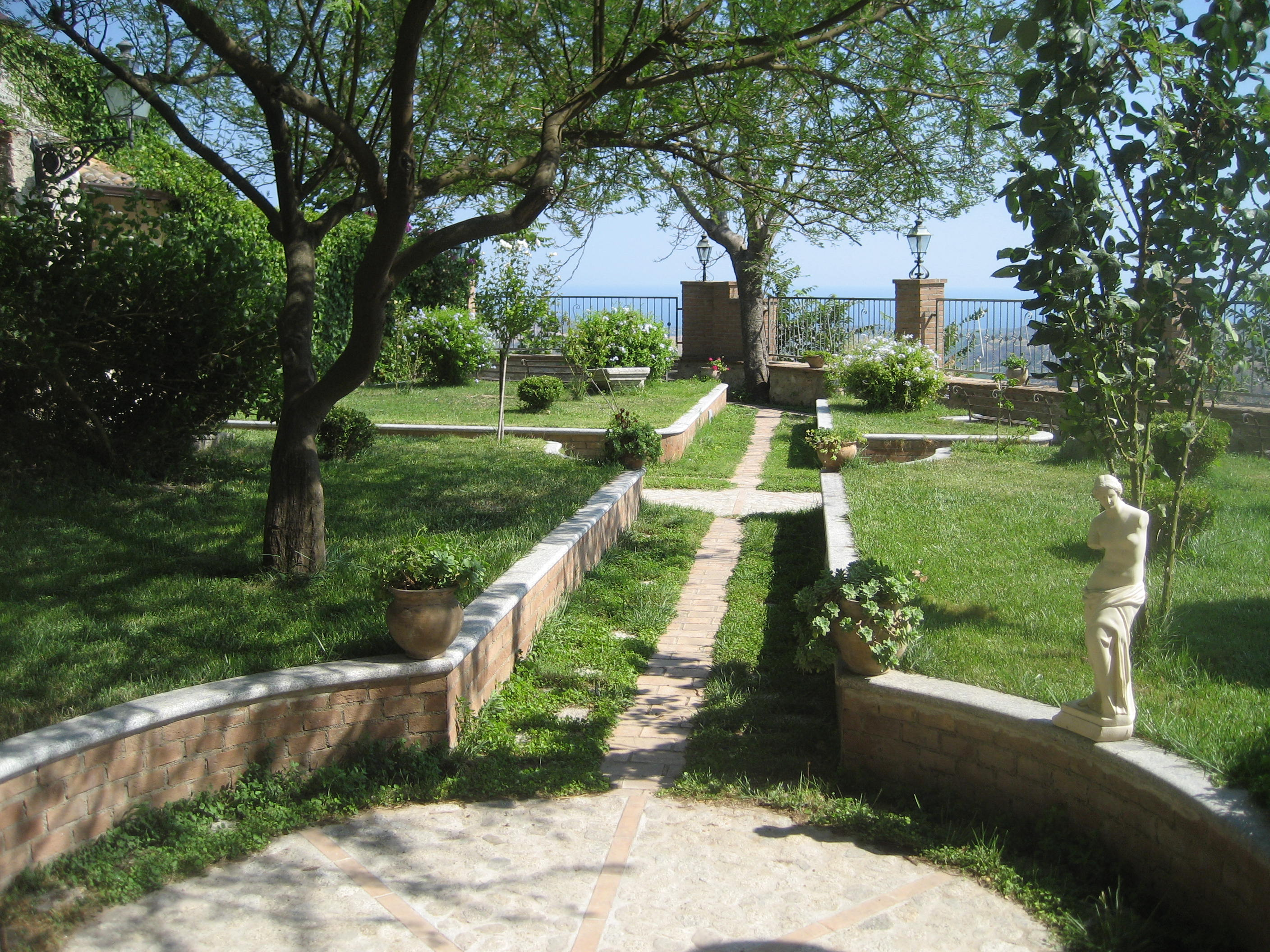
Villa Panajia.
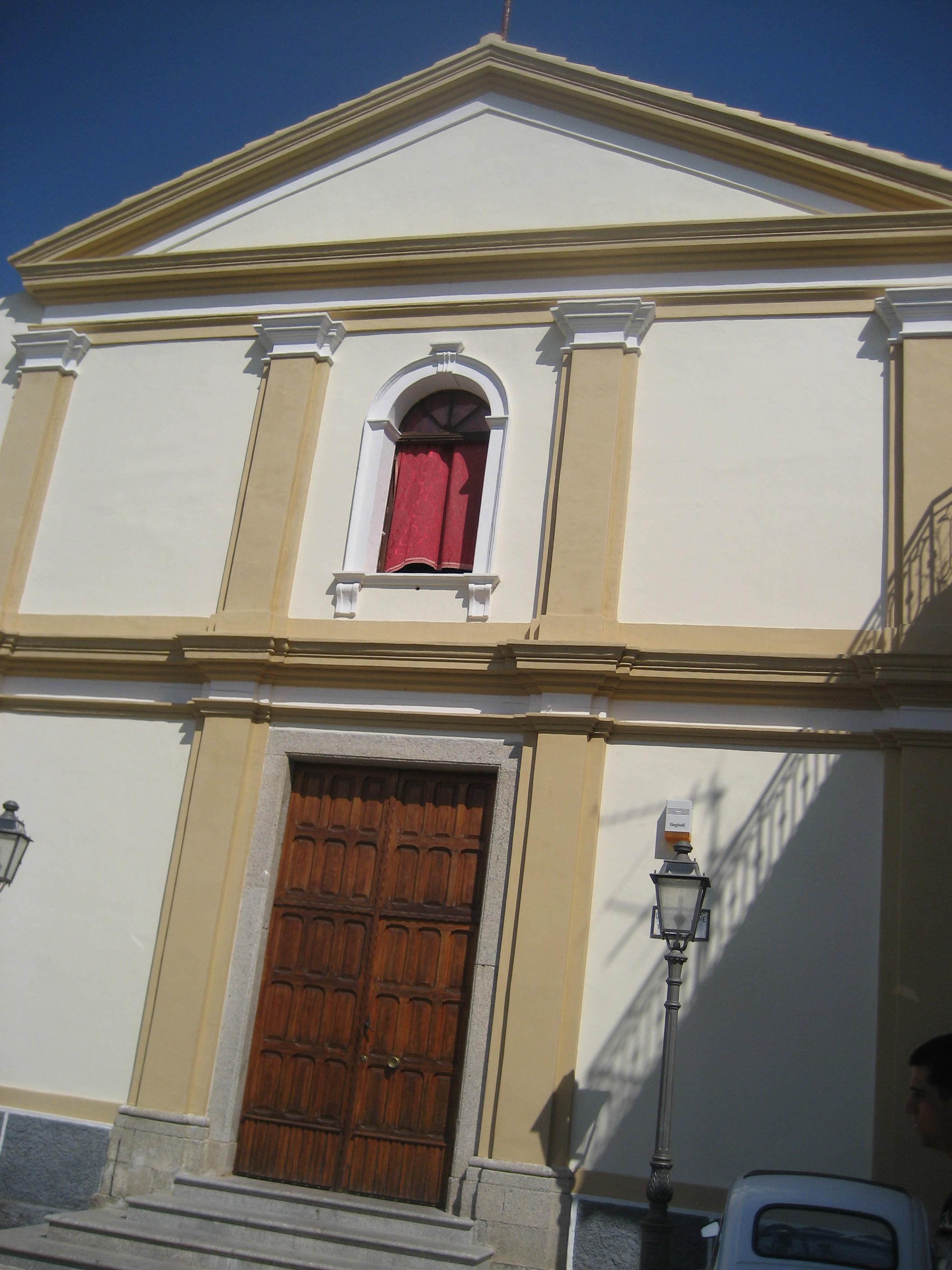
Église.

## Administration
| Période                                  | Période  | Identité            | Étiquette    | Qualité |
| ---------------------------------------- | -------- | ------------------- | ------------ | ------- |
| 29 mai 2007                              | En cours | Rocco Mario Clemeno | Lista Civica |         |
| Les données manquantes sont à compléter. |          |                     |              |         |

### Communes limitrophes
Caulonia, Pazzano,  Stignano.

### Évolution démographique
Habitants recensés